# حافون
حافون (بالصومالية: Xaafuun)‏ هي بلدة في محافظة باري شمال شرق الصومال، تقع في رأس حافون على ساحل مضيق غواردافوي، وهي مركز منطقة حافون، كما أنها أقصى مدينة في شرق إفريقيا (ما يعني أنها تشهد شروق الشمس قبل باقي مناطق القارة الأفريقية) عُرفت سابقًا باسم Opone .

## خلفية تاريخية

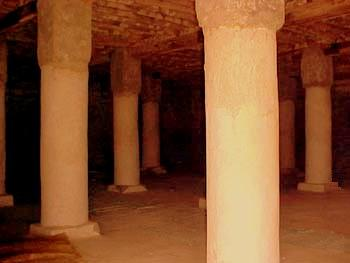
مسجد يعود إلى حقبة القرن السابع عشر في حافون.

عُرفت حافون بمينائها التجاري القديم المسمى أوبون، والذي ورد ذكره في خريطة الطواف حول البحر الإرتيري في القرن الأول اليوناني، وعثرت بعثة استكشافية بقيادة نيفيل شيتيك على آثار قديمة في المنطقة، يعود تاريخها إلى مملكة اليونان الموكيانية في أواخر العصر البرونزي لليونان القديم (1600-1100 ق.م).  كما شهدت منطقة حافون وصول التجار من مناطق بعيدة مثل إندونيسيا وماليزيا، في خمسينيات القرن الأول الميلادي عُرفت المنطقة بكونها مركز لتجارة القرفة، والقرنفل والتوابل والعاج وجلود الحيوانات الغريبة والبخور.
خلال بدايات العصر الحديث خضعت منطقة حافون لسلطنة ماجيرتي.
في عام 1930 استثمرت شركة إيطالية في صناعة الملح باستخراجه من سواحل حافون وهورديو، وإنشاء مصنع للملح. بحلول عام 1933 و1934 كان مصنع حافون للملح ‏ ينتج أكثر من 200 ألف طن من الملح، وتم تصدير معظمها إلى الشرق الأقصى.
بعد الاستقلال في عام 1960 أصبحت المدينة المركز الرسمي لمنطقة حافون .

## التركيبة السكانية
في عام 2000 وصل التعداد السكاني لمدينة حافون إلى 13200 نسمة

## التعليم
وفقًا لوزارة التربية التعليم في ولاية بونتلاند، توجد ثماني مدارس ابتدائية في مقاطعة حافون، من بينها هرْديّة، ولامية، وجردُش ، وحنطا. 

## الاقتصاد

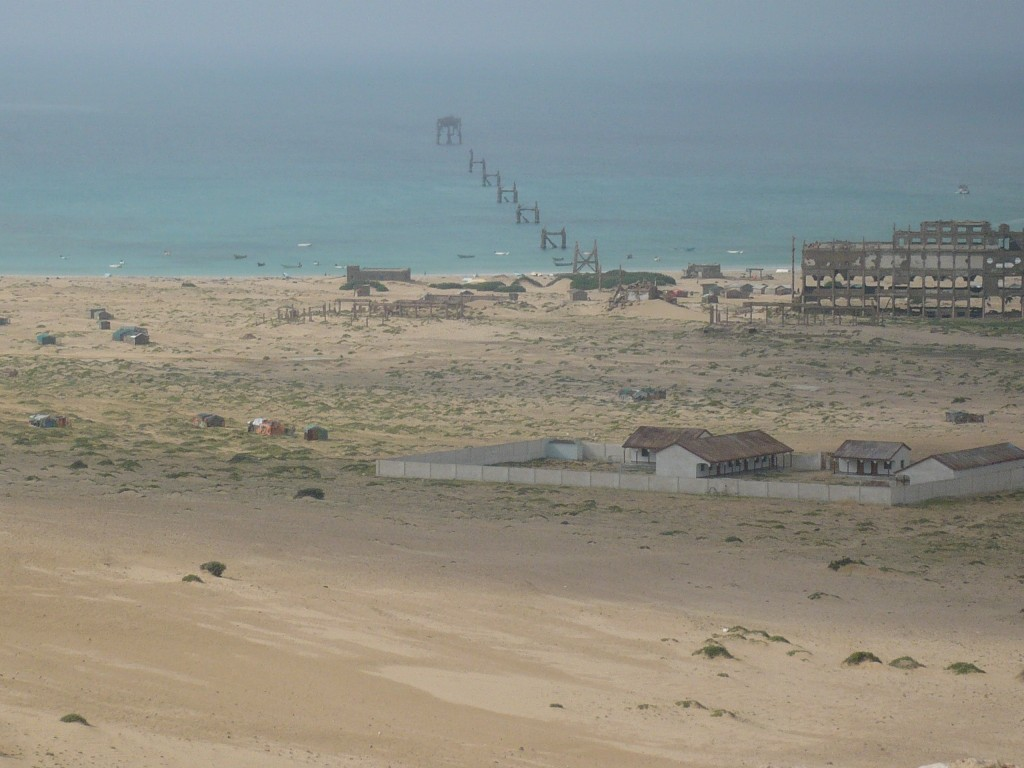
مصنع الملح في حافون الذي بني في ثلاثينيات القرن الماضي.

تأسست شركة حافون لصيد الأسماك (HFC) في يوليو 1992 في مدينة بوصاصو. وسمي باسم حافون، حيث أن الشركة كانت تملك مكتبا في حافون، ونشطت الشركة في تصدير المنتجات السمكية إلى الأسواق الدولية، من بينها الكركند والأسماك المجمدة ولحوم أسماك القرش المجففة والزعانف، والتي كانت تصدّر بشكل أساسي إلى اليمن والإمارات العربية المتحدة وسلطنة عمان، بالإضافة إلى بعض المنتجات التي كانت تُصدّر إلى كينيا. 
في أواخر عام 2014 أجرت شركتا أدُغ الصومالية، و REDD للهندسة والبناء الأمريكية دراسات جدوى لتجديد مصنع إنتاج الملح في حافون وهورديو ومناطق ساحلية أخرى في ولاية بونتلاند، وانتهت المرحلة الأولى من المبادرة في مارس 2015، وفقًا لوزارة التخطيط والتعاون الدولي في بونتلاند، فإن المشروع يركز على تحفيز ريادة الأعمال وخلق فرص عمل، و أشار مسؤول الهندسة في REDD لوري ريد إلى أن المرحلة الثانية من المبادرة تهدف إلى ترميم مصنع حافون وإعادته إلى مكانته كواحد من الموردين العالميين الرئيسيين للملح. 

## النقل
في عام 2012 أعلنت هيئة الطرق السريعة في بونتلاند (PHA) عن مشروع لربط مدينة حافون وباقي المدن الساحلية في بونتلاند بالطريق السريع الإقليمي الرئيسي.  الذي يصل إلى 750 كم، ويربط المدن الرئيسية شمال الصومال بوصاصو وجالكعيو وجروي ببعضها وبباقي مناطق جنوب الصومال. 

## أنظر أيضا
- بونتلاند
- النقل في الصومال
- التاريخ البحري للصومال